# Есипово (муниципальное образование город Алексин)
Есипово — деревня в Тульской области России. С точки зрения административно-территориального устройства входит в Спас-Конинский сельский округ, Алексинский район. В плане местного самоуправления входит в состав муниципального образования город Алексин.

## География
Деревня находится в северо-западной части Тульской области, в пределах северо-восточного склона Среднерусской возвышенности, в подзоне широколиственных лесов, на берегу реки Крушма, восточнее деревни Большое Бизюкино и западнее деревни Пронино. Деревня расположена в 18,5 км по прямой (31 км по автодорогам) к юго-востоку от города Алексин.

### Климат
Климат характеризуется как умеренно континентальный, с ярко выраженными сезонами года. Средняя температура воздуха летнего периода — 16 — 20 °C (абсолютный максимум — 38 °С); зимнего периода — −5 — −12 °C (абсолютный минимум — −46 °С). Снежный покров держится в среднем 130—145 дней в году. Среднегодовое количество осадков — 650—730 мм.

## История
На плане Генерального межевания Тульского наместничества 1790 года обозначена как деревня Осепова.
По данным 1859 года Есипово — владельческая деревня 2-го стана Алексинского уезда Тульской губернии при речке Крушме, в 16 верстах от уездного города Алексина, с 8 дворами и 70 жителями (31 мужчина, 39 женщин).
Во второй половине XIX века деревня относилась к Варфоломеевской волости Алексинского уезда, была приписана к церковному приходу села Варфоломеево (Ильинское).
В 1912 году в Алексинском уезде была проведена подворная перепись. Деревня Есипова относилась к Есиповскому сельскому обществу Варфоломеевской волости. Имелось 38 хозяйств бывших крестьян помещика Ладыженского (из них 35 наличных приписных и 3 отсутствующих), итого 241 человек (121 мужчина и 120 женщин) наличного населения (из них 56 грамотных и полуграмотных и 21 учащийся).
Имелось 64 земельных надела, всего 236,5 десятин надельной земли (173,4 десятины пашни, 41,4 — сенокоса, 8,8 — леса, 1,6 десятин выгона, 6,6 — усадебной земли и 4,7 — неудобной земли). Три хозяйства сдавали 7,2 десятины надельной земли; одно хозяйство арендовало 5,4 десятины надельной земли своей общины. В пользовании наличных хозяйств находилось 227,2 десятины удобной земли, в том числе 169,8 десятин пашни, 40,7 — сенокоса.
Под посевами находилось 114,5 десятин земли (в том числе 5,3 десятины усадебной), из неё озимая рожь занимала 56,5 десятины, яровой овёс — 39,3 десятины, картофель — 9,8 (половина — на усадебной земле), чечевица — 4,3 десятины, лён — 2,9, гречиха — 1,3, огородные овощи на усадебной земле — 0,4 десятины.
У жителей было 42 лошади, 55 голов КРС, 57 овец и 4 свиньи.
Промыслами занимались 34 человека: 12 — местными (в основном в своём селении) и 22 отхожими (в основном в своей губернии и в Москве), из них 6 штукатуров, 5 столяров, по 4 сапожника и плотника.
По переписи 1926 года деревня Есипово входила в состав Больше-Бизюкинского сельсовета Алексинского района Тульской губернии, имелось 43 крестьянских хозяйства и 231 житель (96 мужчин, 135 женщин). Ко Второй мировой войне число дворов сократилось до 27.
По переписи 2002 года население деревни, входившей в Спас-Конинский сельский округ, составляло 1 человек, русский. По переписи 2010 года — деревня Шелепинского сельского поселения, проживала 1 женщина. По переписи 2021 года — 2 человека (1 русский и 1 с неизвестной национальностью). На 2025 год в деревне 4 частных жилых дома.

## Население
| 2010 |
| ---- |
| 1    |